# Antleriet
Het mineraal antleriet is een koper-sulfaat met de chemische formule Cu3(SO4)(OH)4.

## Eigenschappen
Het doorschijnend zwarte, maar typisch lichtgroen tot smaragdgroene antleriet heeft een glasglans, een vaalgroene streepkleur en de splijting is perfect volgens het kristalvlak [010]. Antleriet heeft een gemiddelde dichtheid van 3,9 en de hardheid is 3. Het kristalstelsel is orthorombisch en het mineraal is niet radioactief.

## Naamgeving
Het mineraal antleriet is genoemd naar de Antler mijn in Arizona, waar het mineraal voor het eerst beschreven werd.

## Voorkomen
Antleriet is een mineraal dat voorkomt in carbonaat-arme koperafzettingen. De typelocatie is de Antler mijn, Mojave county, Arizona, Verenigde Staten. Het wordt ook gevonden in het Ertsgebergte in Duitsland.